# 蓬瀛仙館
22°29′25″N 114°08′17″E / 22.4904°N 114.1381°E

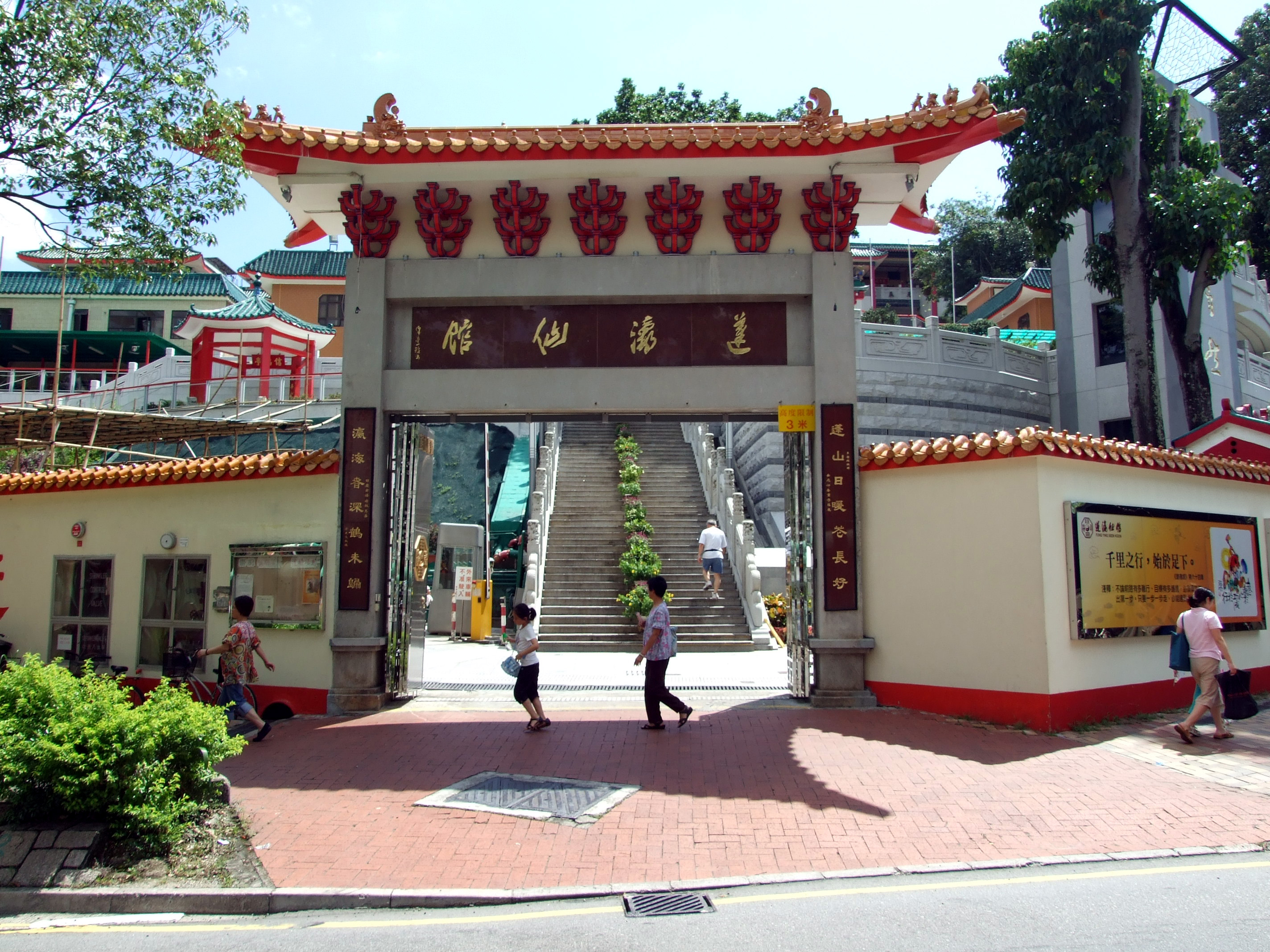
蓬瀛仙館正門

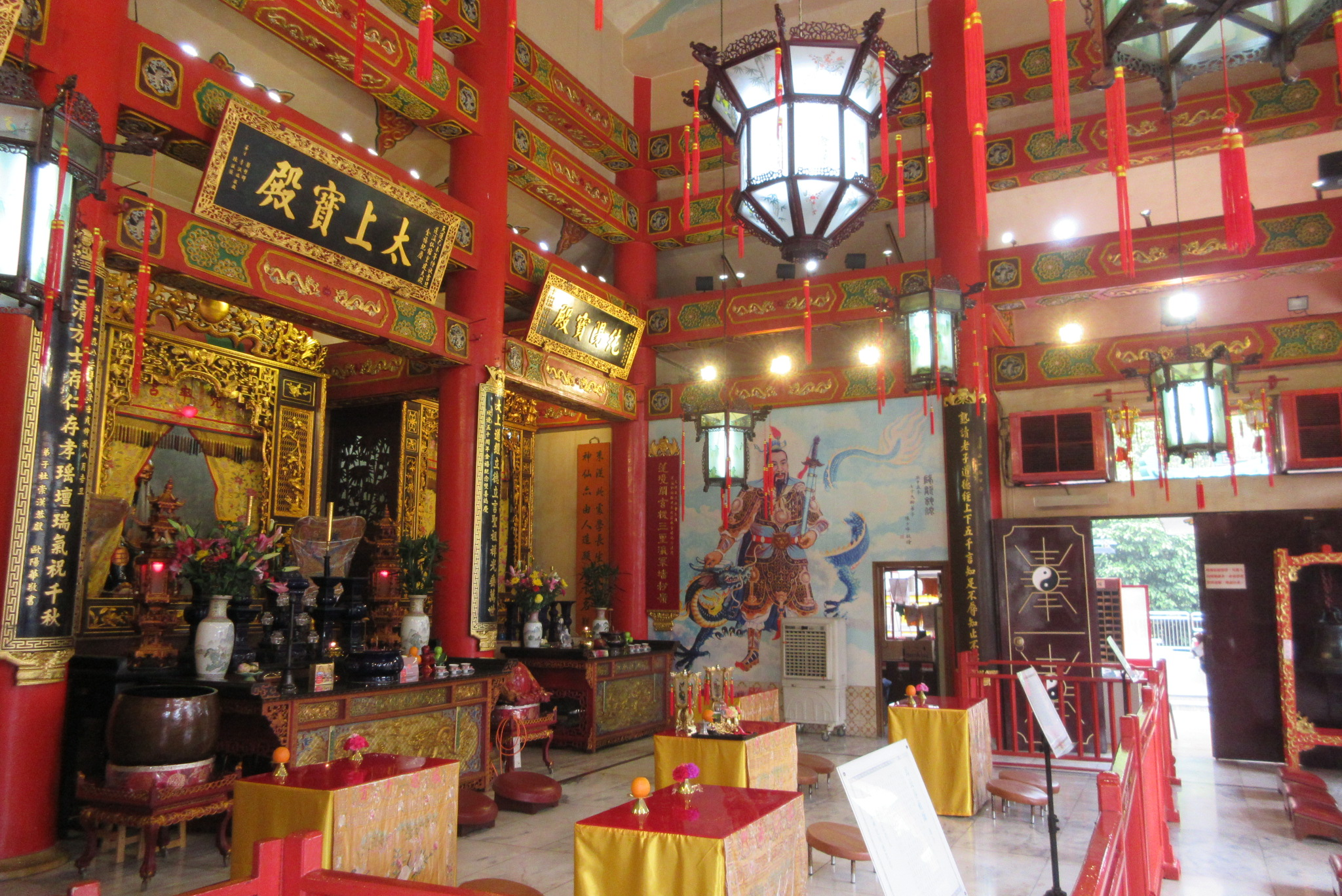
兜率宮內貌

蓬瀛仙館是香港著名道觀之一，屬道教全真龍門派，位於香港新界粉嶺百和路66號，毗鄰港鐵東鐵綫粉嶺站，為粉嶺地標之一。

## 歷史及風貌
蓬瀛仙館源於廣州三元宮，1929年何近愚、陳鸞楷、麥星階、蘇耀宸及周朗山諸位道長於粉嶺創立，取名「蓬瀛僊館」，提倡道教。1950年採用理監事制管理道觀，向政府申領得後山地段，增闢園林。1972年正式註冊為有限公司，並獲政府批准為非牟利宗教及慈善團體。
蓬瀛仙館依山而築，佔地廣闊，處處亭台樓閣：
- 「兜率宮」：又稱「三聖大殿」，供奉太上老君（化身為老子）、呂純陽祖師（呂洞賓）及丘長春祖師（丘处机）；
- 「元辰殿」：供奉斗姥元君及60太歲神；
- 「觀音殿」：供奉觀音大士及南斗星君、北斗星君各星宿神；
- 「護法殿」：供奉道教護法神王靈官；
- 「眾妙之門」牌坊；
- 「明臺」及「洞天福地」牌坊；
- 「太上道德經壁」；
- 「軒轅問道圖」；
- 「十二生肖圖石雕」。

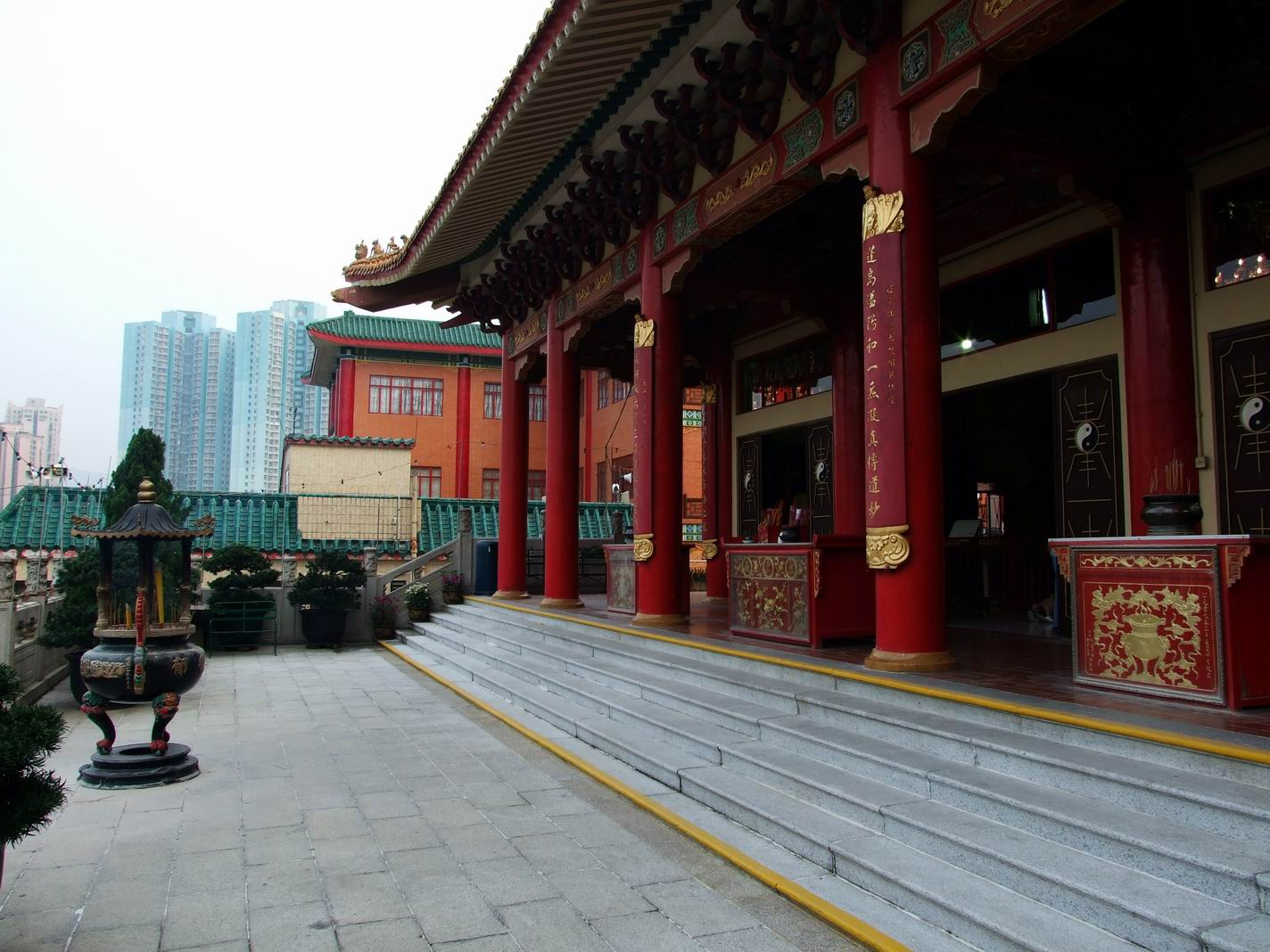
兜率宮
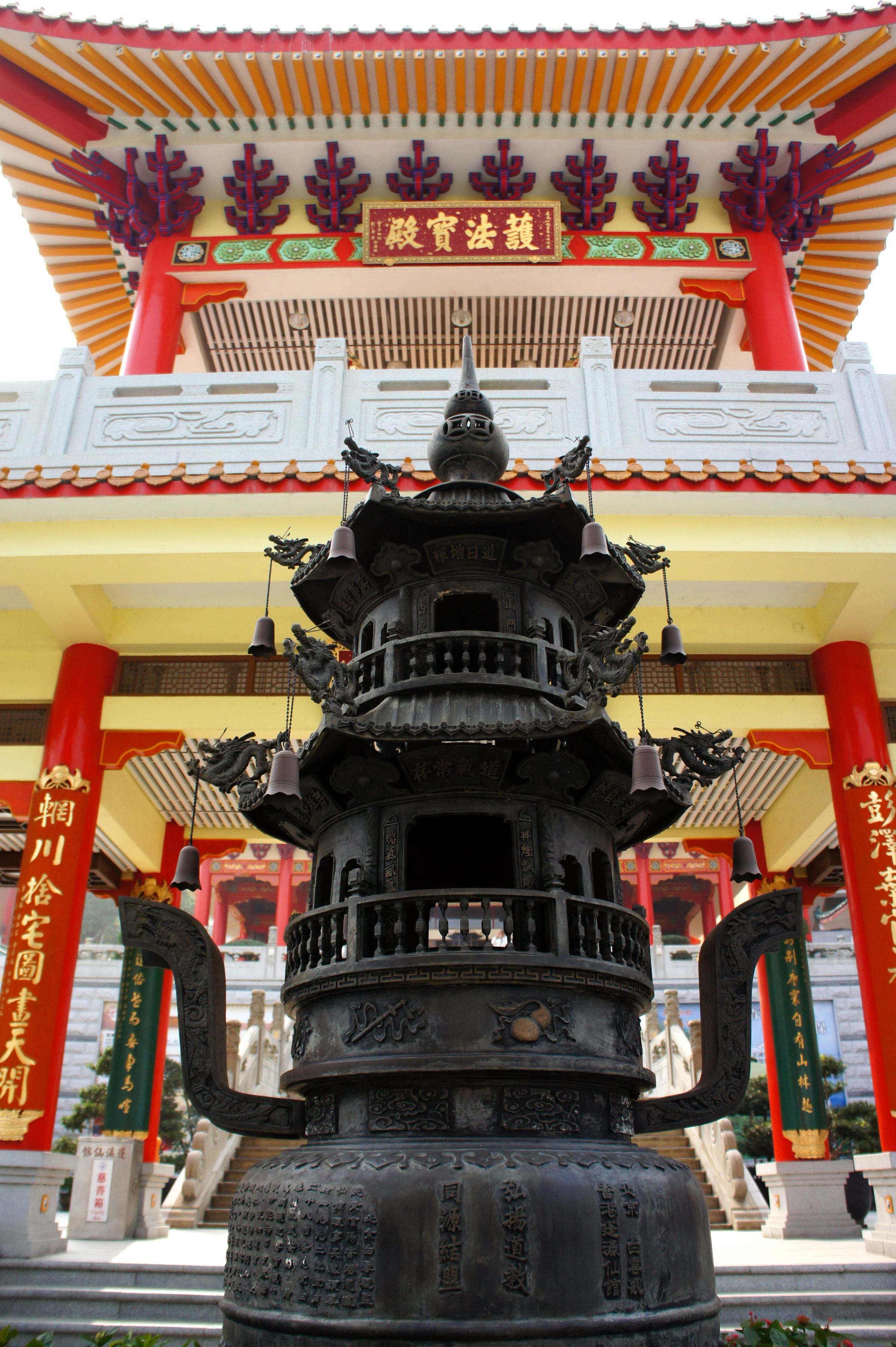
護法寶殿
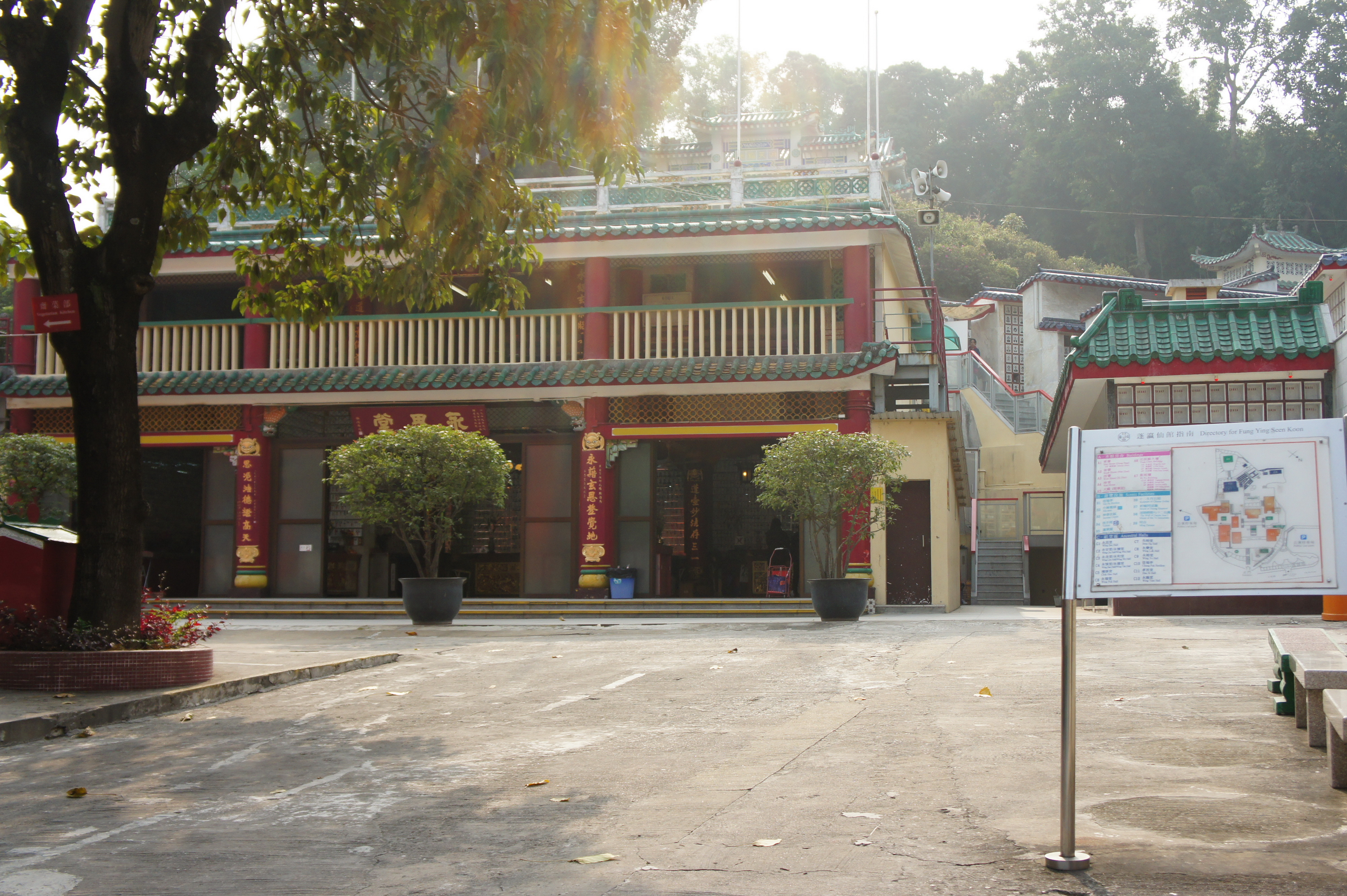
永思堂（祖堂區）
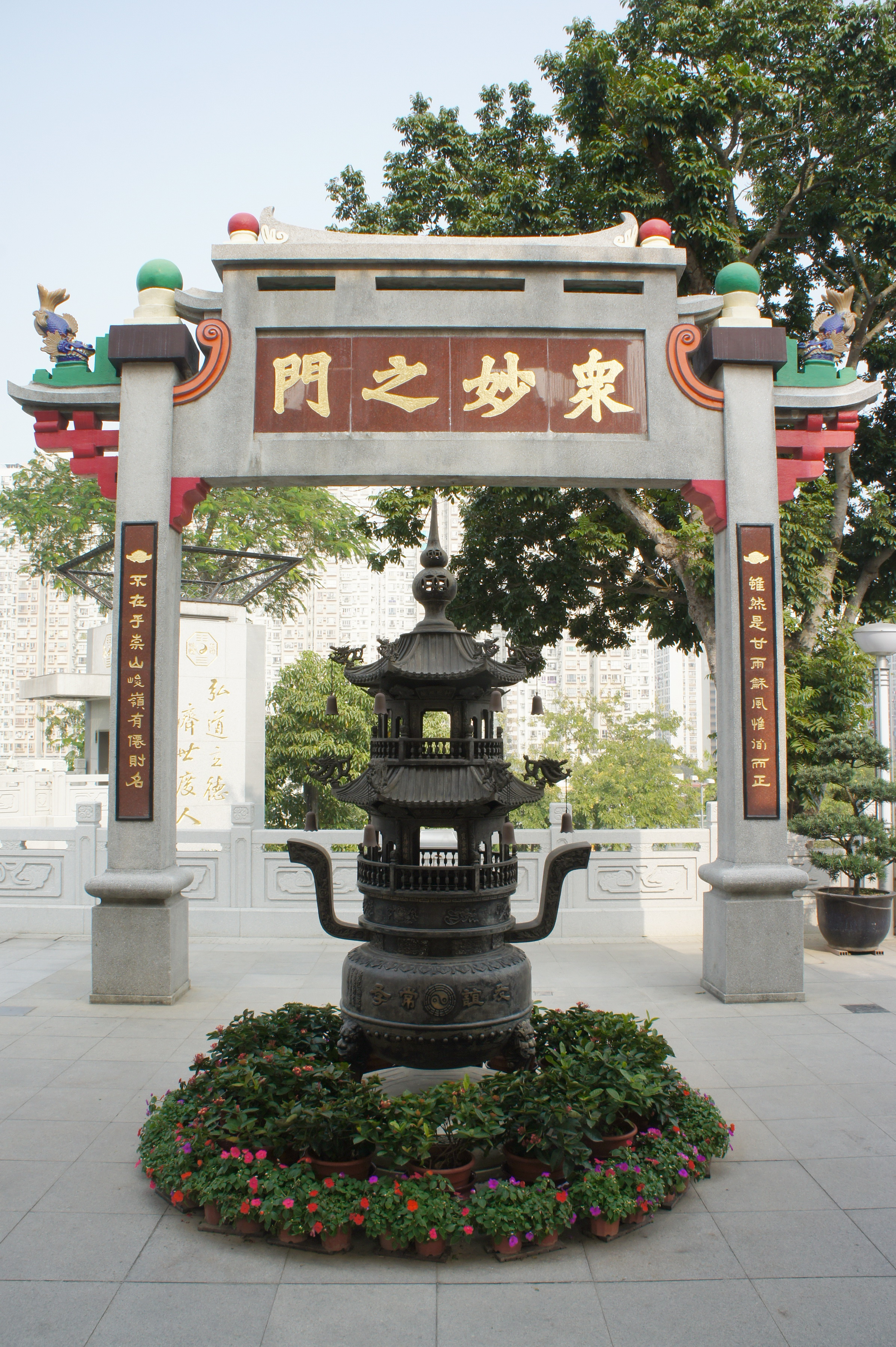
「眾妙之門」牌坊
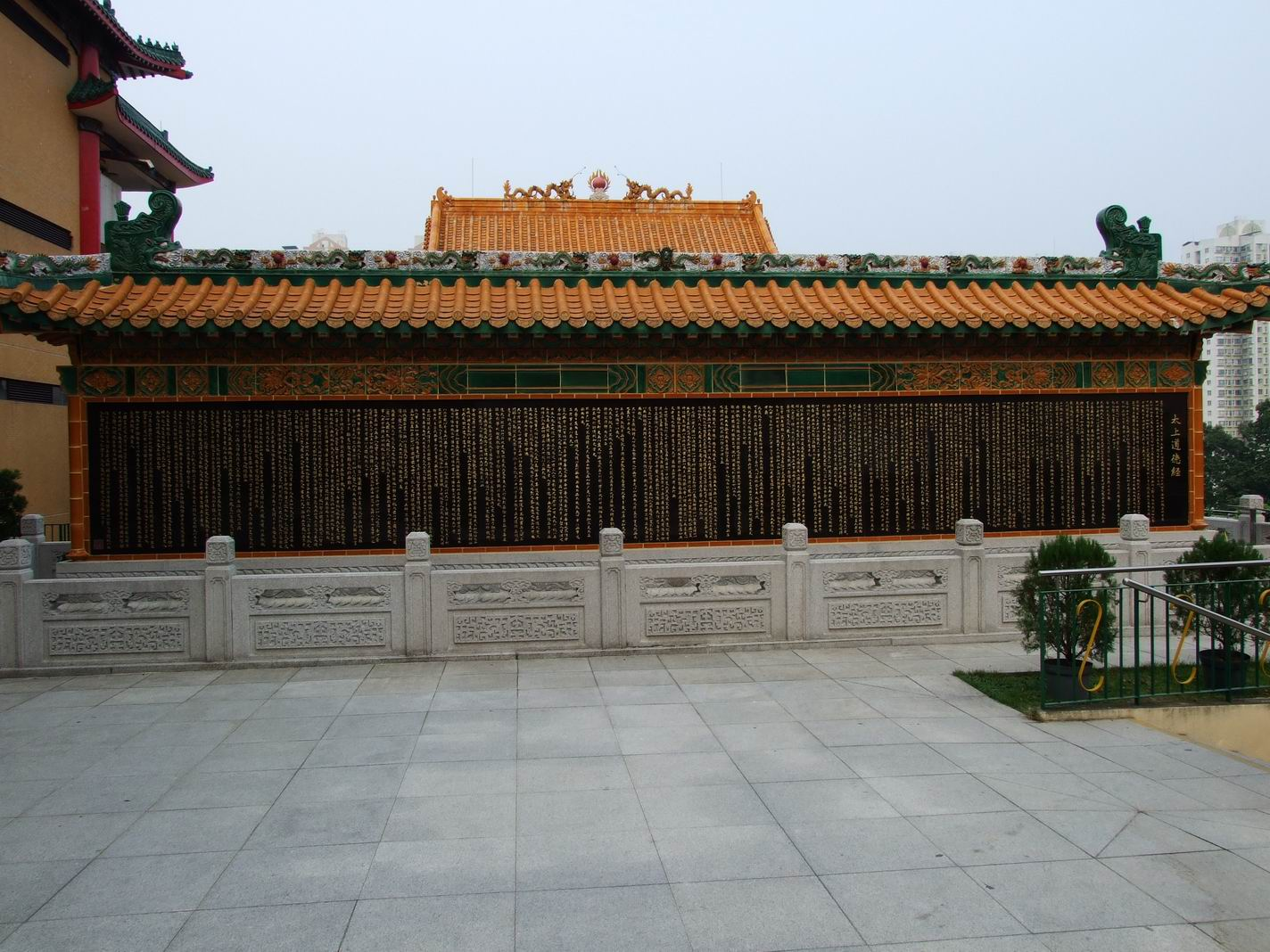
太上道德經壁
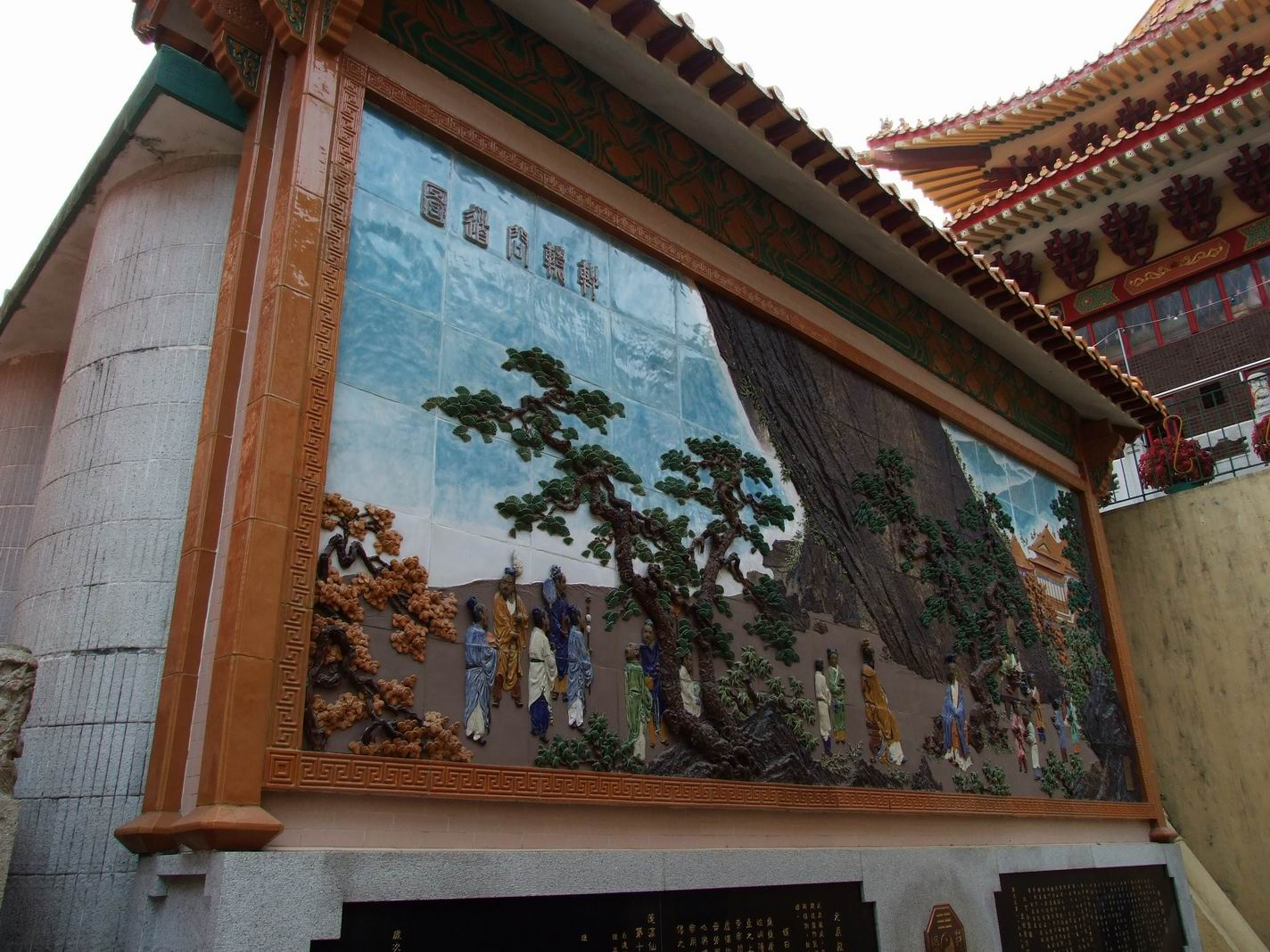
軒轅問道圖
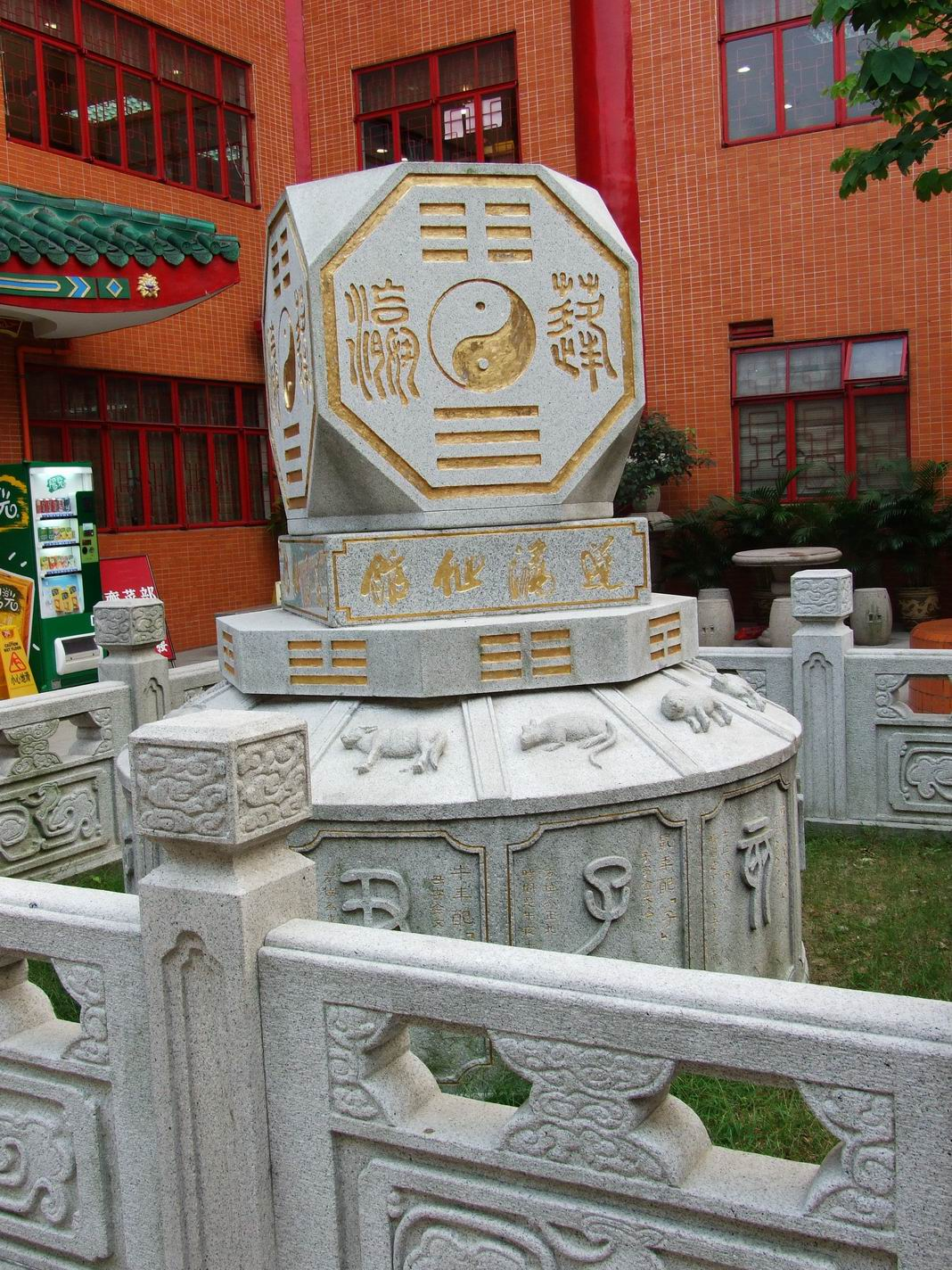
十二生肖圖石雕
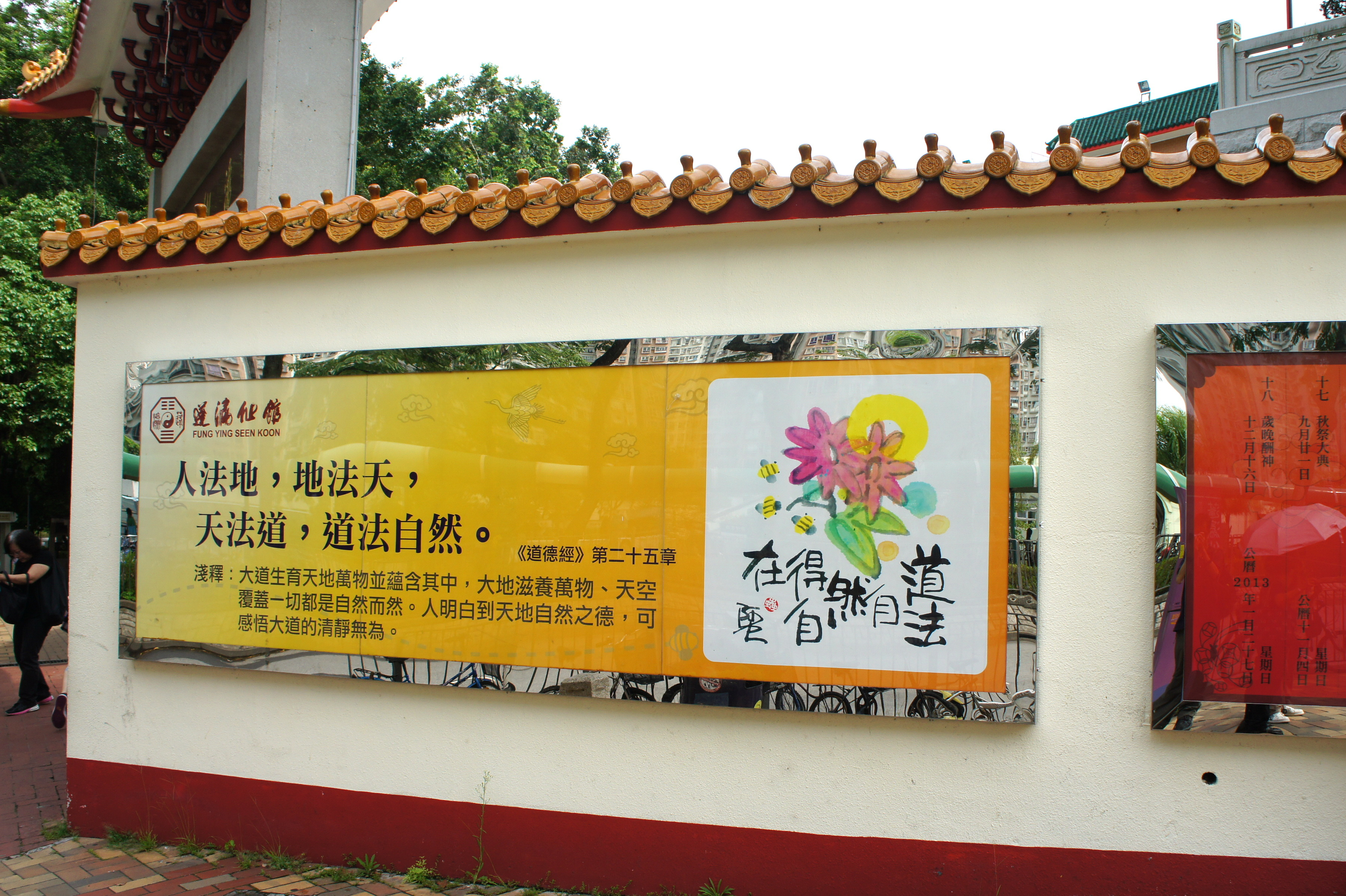
蓬瀛仙館近正門圍牆上有嚴以敬（阿虫）的作品「道法自然得自在」。
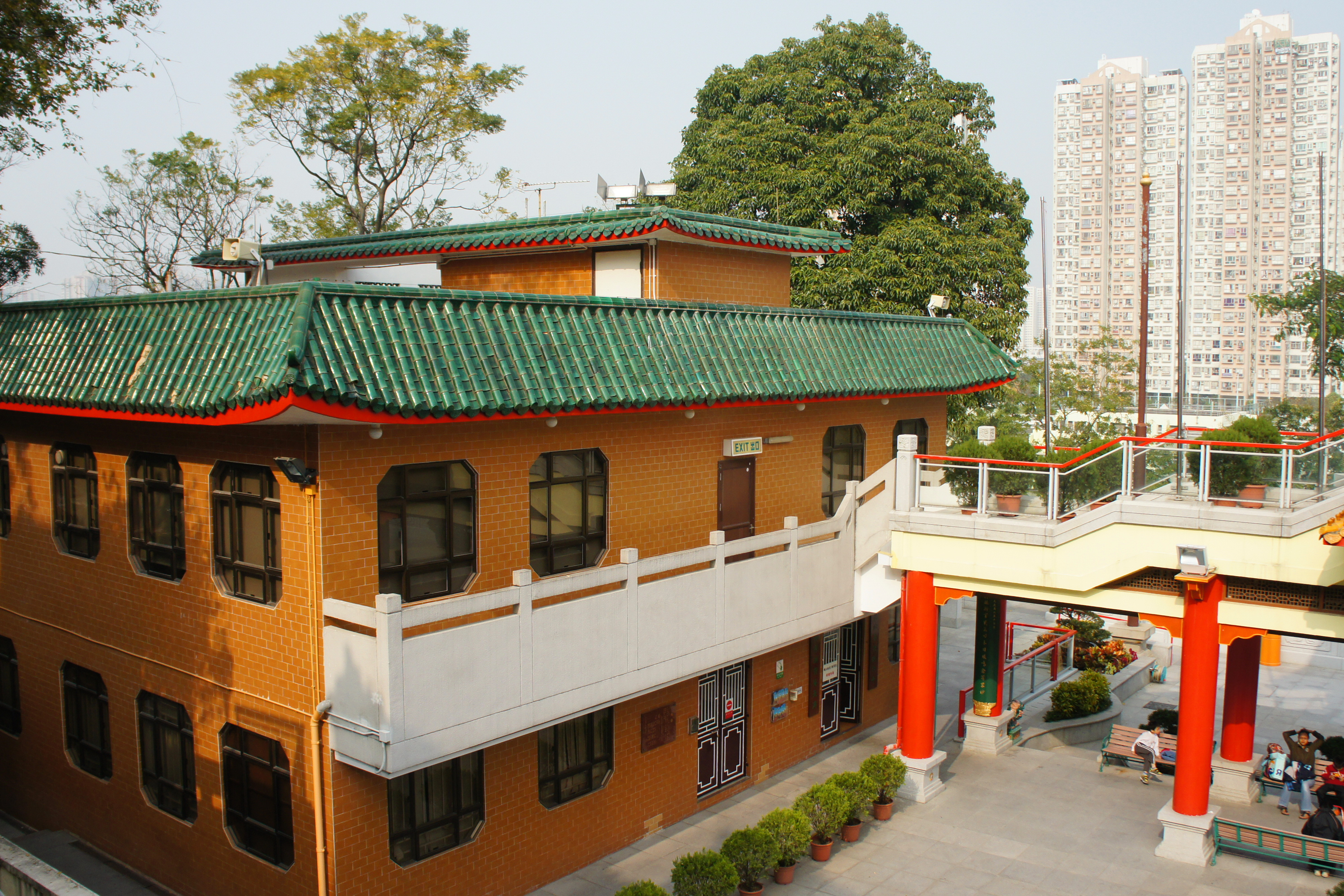
西齋
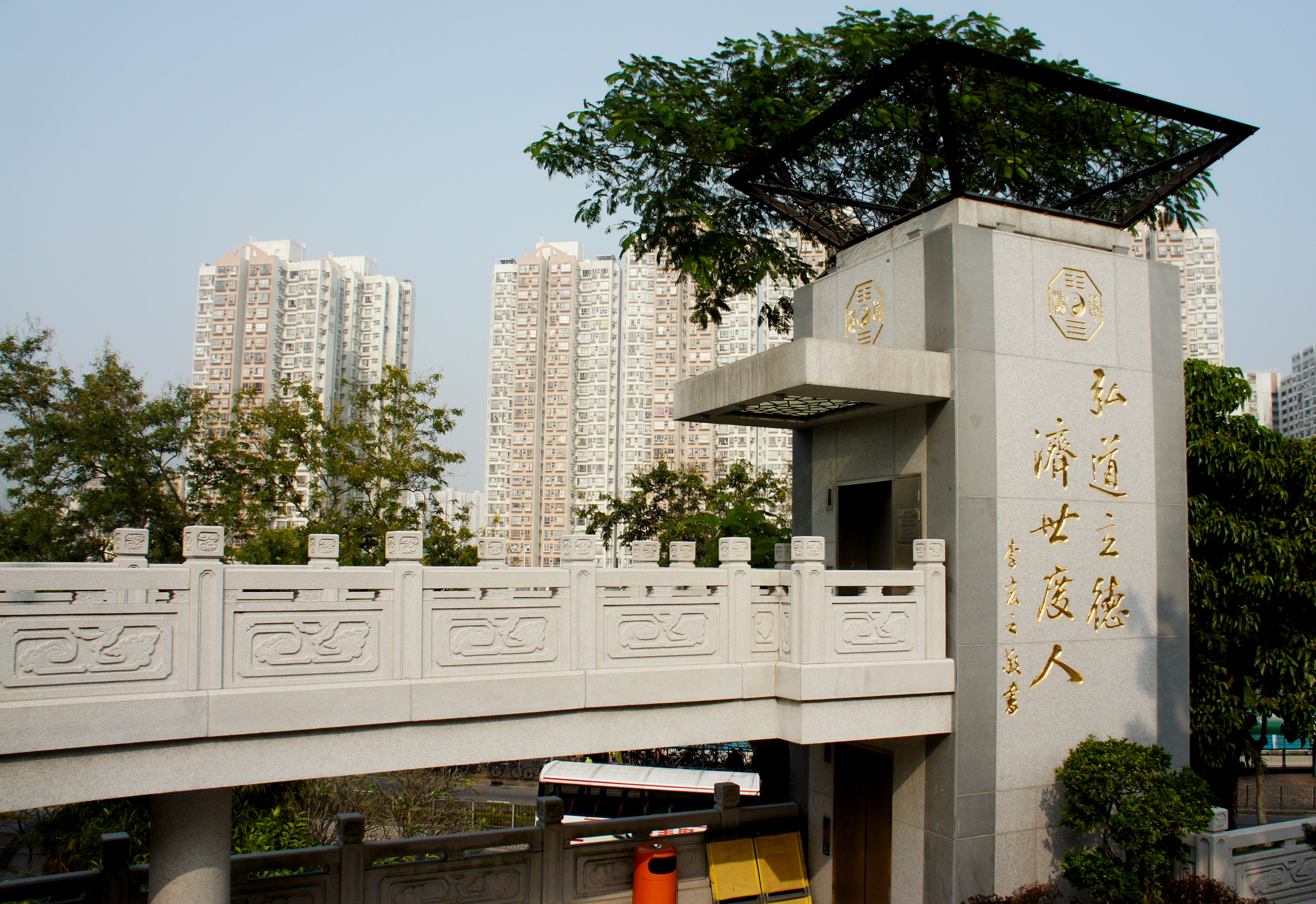
升降機外牆刻有「弘道玄德 濟世度人」

## 宗教活動
館內每年之主要誕期包括：
- 「讚星行大運」（正月初三日）
- 「丘長春祖師誕」（正月十九日）
- 「呂純陽祖師誕」（四月十四日）
- 「太上道祖誕」（七月初一日）
- 「中元法會」（七月初八日）
- 「水幽」（七月十八日）
- 「九皇誕」（九月初一日）

而慶典則包括春秋二祭（三月初六日及九月十八日）及歲晚酬神大典（十二月二十日）。 並設有靈牌及靈灰位奉安服務。

## 社會服務
老人中心
- 祥華老人服務中心（1988年成立，粉嶺祥華邨）
- 大埔長者鄰舍中心（1996年成立，大埔翠樂街）
- 關懷長者外展服務隊（2000年開辦，非政府資助）

贈醫贈藥
- 中醫藥門診服務（蓬瀛仙館坤堂地下）
- 蓬瀛省善慈善中醫診所 (2022年與省善真堂合作承辦，位於九龍城金倫樓）
- 流動中醫診療車（2002年開辦，服務地區以大埔及北區鄉郊為主）

幼稚園
- 太平幼稚園（1989年10月創校，上水太平邨）
- 蓬瀛通善皇后山幼稚園 (2022年與通善壇合作承辦，位於粉嶺皇后山邨）

自修室
- 蓬瀛仙館天平青年自修室（1990年1月開辦，2021年12月31日結束營運）
- 蓬瀛仙館彩園青年自修室（2021年12月31日結束營運）

希望小學
- 蓬瀛希望小學（1999年捐款港幣25萬元予安徽省霍山縣興建）

## 文化活動
- 道教文化資料庫 （页面存档备份，存于）（1999年成立以宣道弘教的宗旨的網站）
- 香港道樂團（成立於1996年，以宣揚中國傳統文化為宗旨，用藝術化的表演形式，編譜並演示道教傳統的《全真正韻》及香港道教宮觀內常用的道曲。）
- 道通天地（全球首條24小時不停播放道教電視頻道，2004年啟播）
- 重印《道德經釋義》、《十四字養生訣》、《黃庭經》、《陰符經》、《呂祖無極寶懺》、《三元寶懺》、《玄門破獄科》、《玄門啟師科》、《玄門開位科》、《關燈散花科》、《先天斛食濟煉幽科》、《瑤壇讚本》、《攝召真科》及《清微禮斗科》等道經科本。
- 捐資港幣575萬元給香港中文大學宗教系成立「蓬瀛仙館道教學術研究基金」，以促進道教學術研究及研究生培養工作[1]。

## 外部連結
- 蓬瀛仙館 （页面存档备份，存于）
- 道教文化中心 （页面存档备份，存于）
- 道教文化資料庫 （页面存档备份，存于）
- 道通天地 （页面存档备份，存于）